# HVC 127-41-330
Pour les articles homonymes, voir HVC.
HVC 127-41-330 est un nuage à grande vitesse — High Velocity Cloud en anglais — du Groupe local situé à environ 700 kpc (∼2,28 millions d'al) de la Voie lactée dans la constellation des Poissons. Les trois nombres de son matricule se réfèrent respectivement à la longitude galactique ℓ, la latitude galactique b et la vitesse radiale v de cette concentration d'hydrogène intergalactique. Probablement en interaction gravitationnelle avec la galaxie naine des Poissons (alias LGS 3), il est constitué d'hydrogène atomique neutre (région H I) dont la densité et les mouvements sont mesurés par la raie à 21 centimètres. Aucune étoile n'y a été détectée.
Cette structure, large de 20 000 années-lumière (6 kpc), pourrait être la première galaxie noire observée dans le Groupe local.